# 安宅切
安宅切（あたきぎり）は、室町時代に作られたとされる日本刀（打刀）である。日本の重要文化財に指定されており、福岡市早良区にある福岡市博物館が所蔵する。

## 概要

### 刀工・備前長船祐定について
室町時代に備前で活躍した長船派（おさふねは）の刀工である祐定（すけさだ）により作られた打刀である。祐定は長船派の祖として知られる光忠の時代から下った室町時代末期の備前鍛冶であり、同時代に活躍した忠光や勝光らと並んで備前鍛冶を総称した「末備前」の代表的な刀工銘とされている。ただし、「祐定」と銘を切る刀工は室町時代初期から末期にかけて複数おり、一説ではこの銘を切った刀工は60人を超えるとも言われている。

### 名前の由来
安宅切の名称の由来は、『黒田家譜』『黒田家重宝故実』によると、1581年（天正9年）に行われた豊臣秀吉の四国攻めに際して、黒田如水が淡路国に渡海し、三好氏の一族である安宅貴康（安宅河内守）の居城である由良城（現在の兵庫県洲本市）を攻め落とした際に本作で安宅河内守を討ち取ったことによるとされる。

## 作風

### 刀身
刃長（はちょう、切先と棟区の直線距離）は61.2センチメートル、反り（切先・棟区を結ぶ直線から棟に下ろした垂線の最長のもの）は2.4センチメートル。茎（なかご、柄に収まる手に持つ部分）の差表には作者銘のほか、 金象嵌（きんぞうがん、金で銘文を嵌入した物）銘「あたき切　脇毛落（わきげおとし）」があるが、これは名物号と後世試し切りがなされた際の截断銘（さいだんめい）を刻んだものである。試し切りでは骨の多少により部位によって難易度が変わり、この場合の「脇毛」は両手を上げた姿勢で両脇を結んだ線を指すものとして通常行う試し切りの部位よりも切るのが難しい箇所とされる。この「脇毛」を裁断したということで、安宅切の切れ味の鋭さが示されている。

### 外装
拵（こしらえ）として金霰鮫青漆打刀拵（きんあられさめあおうるしうちがたなこしらえ）は、鞘（さや）は返角の先から鐺（こじり）まで霰地（あられじ）を圧し出した金の延べ板で巻き込み、腰元は青漆（せいしつ）塗りとするデザインとなっている。柄（つか、日本刀の握る持ち手のところ）は朱塗りの鮫着せに薫韋巻（ふすべがわまき）を施し、目貫（めぬき、柄にある目釘穴を隠すための装飾品）は赤銅金色絵桐紋三双（しゃくどうきんいろえ きりもんさんそう）が付属している。
鎺（はばき、刀身の手元の部分にとめる金具）には金無垢二重鎺（にじゅうはばき）が付属しており、台尻（だいじり）の差表側には「小判明寿」の針書きがあることから、この鎺は安土桃山時代に活躍した金工師であり新刀鍛冶の祖とも評される埋忠明寿（うめただみょうじゅ）の作であることが判る。なお、1598年（慶長3年）8月以前に出家して明寿と改名していることから、如水が没する1604年（慶長9年）までの数年間で作成されたものと推測される。なお、後に国宝に指定されるへし切長谷部の拵は、本作の拵を模して造られたものである。ただ、へし切の拵に比べて安宅切の方には潰れた金霰地が散見し、柄巻の汚れが見られるため使用された痕跡が明瞭に残っている。